# Role płciowe

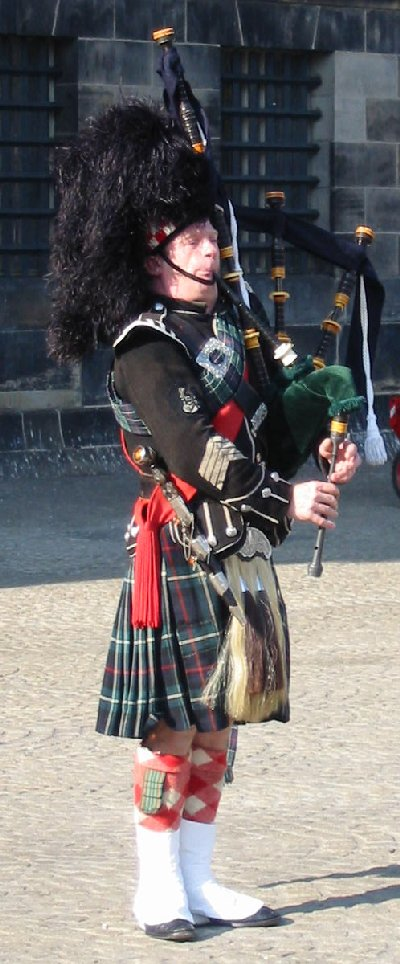
W Szkocji mężczyźni tradycyjnie noszą kilt

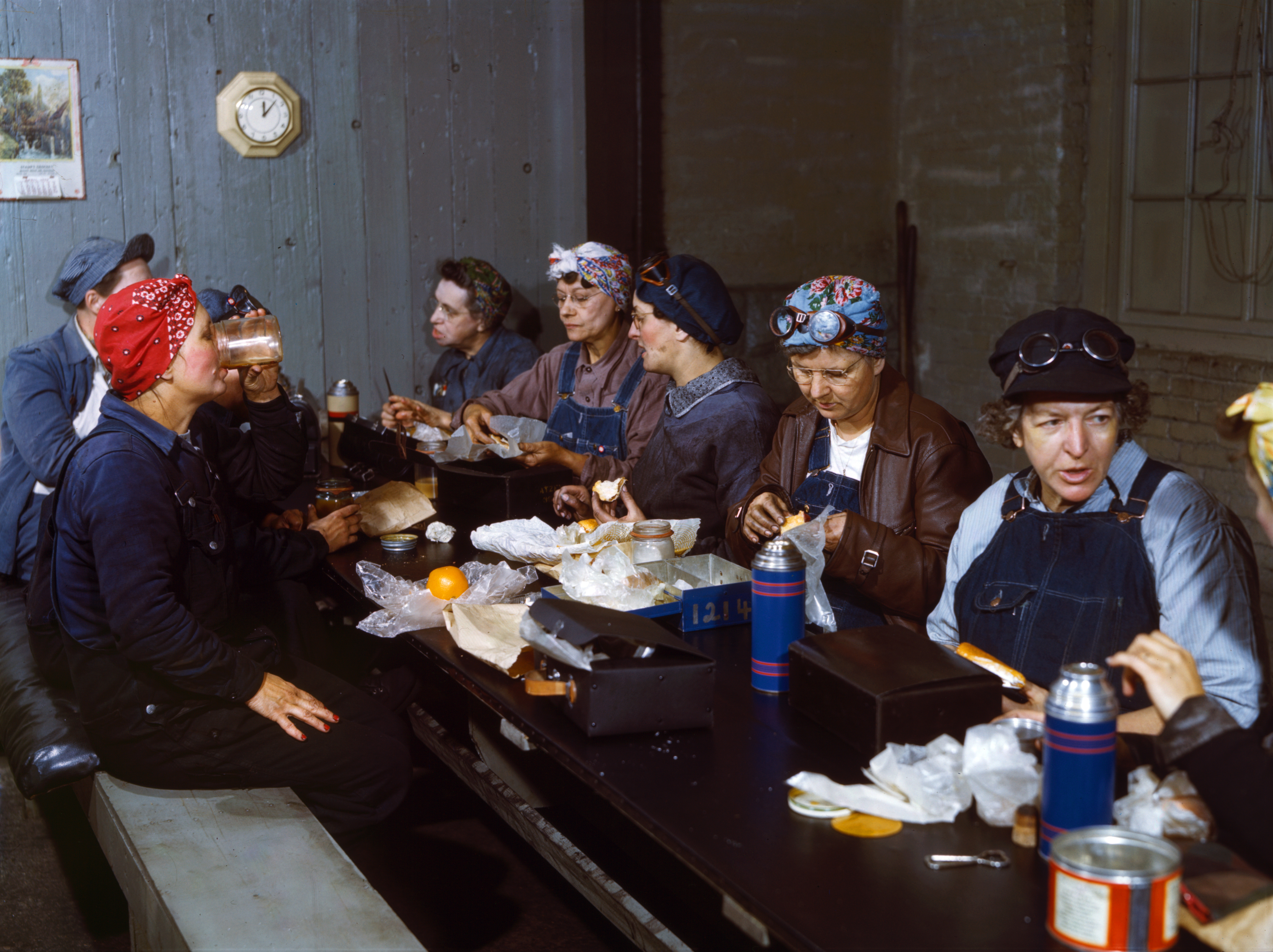
Czyścicielki parowozowni jedzą lunch, Chicago & North Western Railroad, Clinton, Iowa, kwiecień 1943

Role płciowe (ang. gender role) – repertuar zachowań, które w danej kulturze postrzegane są jako typowe bądź akceptowalne dla danej płci. Część z tych zachowań wynika z uwarunkowań biologicznych, część zaś jest wynikiem oczekiwań kulturowych lub presji społecznej, związanej z gender (płcią społeczną). Role płciowe nie mają charakteru uniwersalnego, lecz są uzależnione od okoliczności społeczno-historycznych.

## Płeć biologiczna a płeć kulturowa
Współczesna socjologia i psychologia rozróżnia płeć biologiczną i płeć kulturową (ang. sex i gender). Termin „płeć biologiczna” (ang. sex) odnosi się do różnic anatomicznych wynikających z dymorfizmu płciowego. Różnice te obejmują funkcje reprodukcyjne, hormonalne, anatomiczne – zdeterminowane biologicznie i niezależne od czynników społecznych. Angielski termin gender określa zaś płeć w kontekście kulturowym – zachowania, postawy, motywy, które dane społeczeństwa uważają za właściwe dla danej płci. Tak jak płeć biologiczna odnosi się do somatyki, tak płeć kulturowa odnosi się do psychiki.

### Różnice wynikające z płci biologicznej
Różnice wynikające z płci biologicznej dotyczą przede wszystkim wpływu na zachowanie czynników biologicznych takich jak np. hormonów. Przykładowo: statystycznie częstsze większe stężenie androgenów w ciele mężczyzn determinuje większe prawdopodobieństwo wystąpienia u nich zachowań agresywnych. Na całym świecie chłopcy częściej uczestniczą w brutalnych zabawach, są bardziej aktywni fizycznie. Przeciętny mężczyzna jest bardziej skory do używania przemocy, tak werbalnej, jak fizycznej, także wojny i inne konflikty najczęściej są domeną mężczyzn. Wynika to z faktu, że stężenie testosteronu w krwi mężczyzn jest przeciętnie wyższe niż u kobiet. Analogiczne wyniki uzyskano w badaniu osób tej samej płci: im wyższy poziom testosteronu u badanego, tym większa jest jego skłonność do zachowań agresywnych, podejmowania ryzyka i konkurencji z innymi w warunkach stresu. Cechą, na której rozwój mają wpływ androgeny jest wyobraźnia przestrzenna – statystycznie lepsza u mężczyzn, jednak może się ona rozwinąć w zbliżonym stopniu u kobiet, które w życiu płodowym zetknęły się z podwyższonymi dawkami androgenów.
Prowadzone na ludziach badania aktywności mózgu wykazały istotne różnice w przepustowości połączeń między różnymi częściami mózgu kobiet i mężczyzn. Według badań Ragini Verma u mężczyzn wzmacniają one komunikację między przednią a tylną częścią w ramach każdej półkuli, co wzmacnia percepcję i działania skoordynowane. U kobiet bardziej rozbudowane są połączenia między półkulami, sprzyjające łączeniu funkcji analitycznych z intuicyjnymi. Zmiany te są nieznaczne do 13 roku życia i nasilają się w wieku 14-17 lat.
Do rozwinięcia różnic w budowie fizycznej dochodzi przede wszystkim w okresie dojrzewania – ostatecznie u mężczyzn masa mięśniowa stanowi 42-47% masy ciała, zaś u kobiet 30-35%. Wiążą się z tym różnice w sile mięśniowej sięgające 50% siły bezwzględnej i 30% siły względnej. Społeczną konsekwencją tych różnic było wykształcenie ograniczeń kulturowych i prawnych w zatrudnianiu kobiet w pracach szczególnie ciężkich. Przepisy te są uzasadniane różnicami fizjologicznymi:

Kobiety i mężczyźni różnią się pod wieloma względami. Różnice występują zarówno w psychice, jak i w czynnikach związanych z anatomiczną budową ciała i wartościami rozwijanej siły. Różnice w możliwościach siłowych kobiety i mężczyzny widoczne są nie tylko w życiu codziennym, ale również podczas wykonywania pracy zawodowej i wynikają z faktu, że zazwyczaj kobiety są drobniejszej budowy, mają mniejszą masę ciała, a co za tym idzie –mniejszą masę mięśniową (o około 30%). Centralny Instytut Ochrony Pracy

Szczególnym przypadkiem pokazującym rolę androgenów w kształtowaniu płci jest specyficzna mutacja stwierdzona u mężczyzn w niektórych regionach Dominikany, która powoduje brak dihydrotestosteronu powodującego wykształcenie płci męskiej w wieku płodowym. Dzieci z tym defektem rodzą się jako dziewczynki, po czym – po rozpoczęciu wydzielania testosteronu w wieku dojrzewania – przechodzą maskulinizację, z wykształceniem penisa, jąder oraz zmianami zachowania charakterystycznym dla chłopców – w tym skłonnością do ryzyka i zainteresowaniem płcią przeciwną.
Poziom testosteronu ma też prawdopodobnie wpływ na zdolności twórcze, przynajmniej w zakresie muzyki. W latach 1980. i 1990. w Berlinie Marianna Hassler badała poziom testosteronu u muzyków zajmujących się kompozycją: był on niższy niż w kontrolnej grupie mężczyzn o innych zawodach, natomiast kompozytorki miały wyższy poziom tego hormonu niż kobiety w grupie kontrolnej.
Badania Gerianna Alexandera z 2002 roku przeprowadzone na małpach Cercopithecus aethiops sabaeus wykazały, że płeć osobników tego gatunku ma znaczenie w zainteresowaniach zabawkami określonego typu. Osobniki płci męskiej preferowały zabawki kojarzone z zabawami „męskimi”, zaś płci żeńskiej – bawiły się wszystkimi zabawkami. Podobne badania przeprowadził Kim Wallen w 2008 roku. Psycholog zasugerował, iż wyniki tych badań można ekstrapolować na ludzi, co miałoby świadczyć, iż istnieją czynniki biologiczne płci, które determinują rodzaj preferowanych zabawek wśród dzieci.
Również obserwacje dokonywane w kibucach w roku 1951 nie potwierdzają teorii o czysto kulturowym uwarunkowaniu ról płciowych. Analiza zabaw dzieci wychowywanych w ściśle egalitarnym środowisku pokazała, że chłopcy częściej niż dziewczynki bawili się przedmiotami (41% do 30%), w szczególności dużymi i wymagającymi większej siły fizycznej (17% do 9%). W zabawy związane z ruchem i aktywnością fizyczną angażowało się 33% chłopców i 21% dziewczynek. Dziewczynki z kolei preferowały zabawy werbalne i związane z wyobraźnią (39% do 24%). Pomimo że od początku działalności kibuców starano się zacierać różnice między poszczególnymi płciami oraz związanymi z nimi rolami, z upływem czasu większość kobiet i mężczyzn powróciła do tradycyjnych ról płciowych. Zjawisko to występowało zwłaszcza w pokoleniu urodzonym i wychowanym w kibucu, które nie doświadczyło tradycyjnych form wychowania.

### Różnice wynikające z płci kulturowej
Już od momentu narodzin rozpoczyna się intensywna internalizacja oczekiwań w zakresie płci. Dziewczynki i chłopców inaczej się ubiera, inaczej traktuje. Badania nad tym zjawiskiem dowodzą, że rodzice określają swoje nowo narodzone dzieci w różny sposób, w zależności od tego jakiej są one płci. Dziewczynki opisywane są za pomocą słów mała, delikatna, piękna, chłopcy zaś za pomocą słów mocny, dziarski, silny. W rzeczywistości noworodki biorące udział w badaniu nie różniły się wzrostem, wagą, czy stanem zdrowia. Przez cały okres dzieciństwa oczekiwania dotyczące płci są wzmacniane poprzez różnicowanie i grupowanie dzieci pod względem płci. Rodzice, nauczyciele, oraz inne osoby mające kontakt z dziećmi używają różnych ścieżek komunikacji i inaczej traktują dzieci w zależności od tego do jakiej należą płci. W ten sposób, bezpośrednio lub poprzez kontekst przekazują młodemu pokoleniu swoje oczekiwania dotyczące jego zachowań. Jednocześnie każde „nieprawidłowe” zachowanie spotyka się z dezaprobatą. Dotyczy to zwłaszcza chłopców, których „niemęskie” zachowania są szczególnie piętnowane i wyśmiewane.
Niektórzy badacze zwracają uwagę na fakt, że takie postrzeganie płciowych ról społecznych jest przykładem „nieświadomego seksizmu” (ang. nonconscious sexism) – systemu przekonań, które przyjmujemy nie zdając sobie z tego sprawy, bez udziału krytycznej refleksji, jako nieuchronną konieczność. Według nich ludzie akceptują różne przekonania związane z tym, co kobiety i mężczyźni mogą lub powinni robić, nie uświadamiając sobie alternatywy.

## Koncepcje ról płciowych

### Papua-Nowa Gwinea
W badaniu trzech plemion przeprowadzonym przez Margaret Mead w 1935 udokumentowano następujące przykłady ról płciowych:
- plemię Arapesh, w którym zarówno mężczyźni, jak i kobiety wykazują nieagresywny, życzliwy i czuły charakter (określany w kulturach zachodnich jako kobiecy)
- wśród plemienia Mundugumor zarówno mężczyźni, jak i kobiety byli agresywni i asertywni, co jest w kulturach zachodnich utożsamiane z męskością
- plemię Chambri (wcześniej znane jako Tchambuli) ma role płciowe zupełnie odwrotne od zachodnich, gdzie kobiety są asertywne, podejmują decyzję o organizacji ekonomicznej plemienia, nadzorują zbieranie jedzenia, a mężczyźni podejmują mało decyzji, i większość czasu poświęcają celom artystycznym.

Mead podsumowała swoje obserwacje wnioskiem, że role płciowe są umotywowane raczej kulturowo, nie zaś biologicznie.

### Świat zachodni

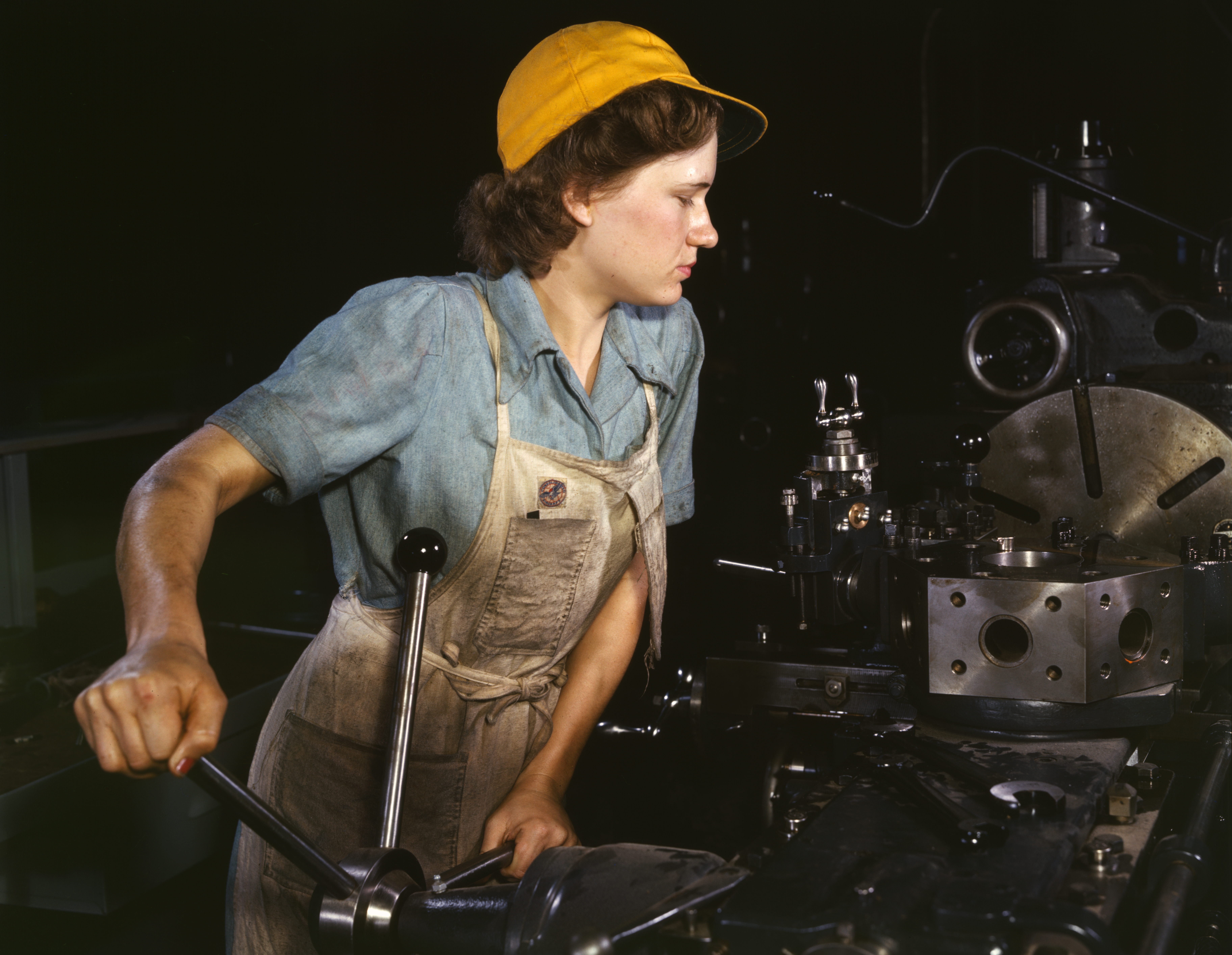
W czasie II wojny światowej, gdy mężczyzn wysłano na front, kobiety musiały zająć ich miejsce zmniejszając w ten sposób poziom stereotypizacji płciowej

Zarówno rozwijający się od połowy XIX wieku ruch feministyczny, jak i zmiany polityczne, industrializacja oraz dwie wojny światowe, które wymusiły opuszczenie przez kobiety tradycyjnie przypisywanych im przestrzeni społecznych, doprowadziły do silnych przeobrażeń i powstania nowych możliwości w ramach wzorca ról kobiecych i męskich; przy czym mieliśmy tu do czynienia z silniejszą liberalizacją postrzegania ról kobiecych niż ról męskich, także teraz przestrzeń możliwości jest dla kobiet znacznie większa niż dla mężczyzn. I tak np. młoda kobieta chcąca podjąć studia na kierunku biologicznym czy chemicznym spotyka się ze zrozumieniem i akceptacją, nawet gdy szanse na uzyskanie pracy po takich studiach dla niej są mniejsze niż dla mężczyzny z takim samym wykształceniem. Jednak mężczyzna, który więcej niż przez kilka miesięcy zajmuje się domem, ponieważ np. jego żona ma lepsze wykształcenie, spotyka się zazwyczaj z niezrozumieniem zarówno ze strony mężczyzn, jak i kobiet. Mężczyźni, którzy nie realizują oczekiwań społecznych dotyczących płci, bardziej od kobiet narażeni są na zachowania agresywne ze strony innych jednostek. W kulturze zachodniej mężczyznę zachowującego się w sposób typowy dla kobiet określa się niekiedy słowem „zniewieściały” (ang. effeminate), które np. w j. angielskim i polskim ma zabarwienie pejoratywne. Przeciwieństwem tego są zachowania „męskie” czy „mężne” (ang. manly).
Zdaniem Elliota Aronsona narzucany przez społeczeństwo przymus realizacji sztywnych ról społecznych jest ograniczający i stanowi przeciwieństwo wszechstronnego i pełnego rozwoju, sugerując jednocześnie odrzucenie tradycyjnego modelu ról społecznych na rzecz androgyniczności. Androgyniczność polega na świadomym przezwyciężeniu społecznych oczekiwań związanych z płcią i uznaniu, że każdy człowiek może prezentować wybrane przez siebie, a nie otoczenie postawy, motywy czy zachowania. Jak pisze amerykańska badaczka Sandra Bem: każdego człowieka należy zachęcać, aby umiał działać skutecznie i wyrażać swoje uczucia, żeby był stanowczy i ustępliwy, męski i kobiecy – w zależności od sytuacji.